# Polymixia busakhini
Polymixia busakhini is een straalvinnige vissensoort uit de familie van de barbudo's (Polymixiidae). De wetenschappelijke naam van de soort is voor het eerst geldig gepubliceerd in 1992 door Kotlyar.